# Agripa Menenio Lanato (cónsul 503 a. C.)
Agripa Menenio Lanato  (m. 493 a. C.) fue un político y militar romano del siglo VI a. C. perteneciente a la gens Menenia. Con grandes capacidades para la oratoria, medió entre patricios y plebeyos cuando estos últimos se amotinaron acaudillados por Sicinio Beluto y se retiraron al monte Sacro, en el año 493 a. C., consiguiendo que depusiesen su actitud.

## Familia
Menenio fue miembro de los Menenios Lanatos, una rama familiar patricia de la gens Menenia. Fue padre del consular Tito Menenio Lanato. Tito Livio (II, 32), refiriéndose a él, dice que surgió de la plebe; pero, como este fue cónsul y esta dignidad no estaba abierta a los plebeyos en aquella época, debió haber sido ya un patricio y en consecuencia, si la declaración de Tito Livio es correcta, su familia se había convertido en patricios, probablemente, durante el reinado de uno de los últimos reyes de Roma.

## Carrera pública
Fue cónsul con Publio Postumio Tuberto en el año 503 a. C., conquistó a los sabinos y obtuvo el honor de un triunfo por razón de su victoria. 
En las luchas entre los patricios y plebeyos actuó como un hombre de opiniones moderadas, que tuvo la buena fortuna, que rara vez se encuentra en las luchas civiles, de ser amado y de tener la confianza de ambas partes. Gracias a su mediación, la primera gran ruptura entre los patricios y plebeyos, cuando estos últimos se separaron y establecieron en el monte Sacro, llegó a una feliz y pacífica solución a fines del año 493 a. C. 
Se le imputa el haber llegado a este acuerdo poniendo una parábola (véase más adelante), con la que finalmente convenció a los plebeyos para regresar. Además de esto, las principales demandas políticas de los plebeyos fueron aceptadas, entre ellas la creación de los tribunos de la plebe. 
Murió poco después, y como no dejó bienes suficientes para sufragar los gastos de su propio funeral, fue enterrado con cargo al erario público de una forma espléndida. Los plebeyos habían hecho contribuciones voluntarias con ese fin que se entregaron a los hijos de Lanato después de que el Senado insistió en que los gastos de los funerales debían ser pagados con cargo al erario.

## Parábola de Agripa Menenio
La primera vez no todo estaba en armonía en la naturaleza del hombre tal como es ahora: Cada miembro tiene su propia voluntad y su propia lengua. Todos los miembros del cuerpo se quejaban que todos sus afanes, y todos sus servicios eran solo para servir al estómago. Hubo una verdadera conspiración. "Si el perezoso estómago", dijeron, "muriere, ya no trabajaríamos más". Así que de acuerdo todos, las manos ya no llevaron comestibles a la boca, los dientes ya no masticaban. "Por lo tanto, el estómago, será conquistado por el hambre", dijeron.
Pero lo que ocurrió es que las fuerzas de todo el cuerpo se debilitaron. De esta forma aprendieron rápidamente que el estómago no es ocioso e inútil; así como él mismo puede alimentar, él mismo era un seguidor del conjunto. 
De esta forma el hombre es a las fuerzas por el que vive y prospera a través de la silenciosa labor del estómago.